# You Can Dance
You Can Dance är det första remixalbumet av den amerikanska popartisten Madonna, utgivet den 18 november 1987 på Sire Records. Albumet består av remixer (vilket under 1980-talet ofta betydde lätt omgjorda versioner av låtarna, med lite längre instrumentala delar) av låtar från hennes tre första studioalbum samt den nya låten "Spotlight".
Albumet sålde i en handfull miljoner exemplar världen över[källa behövs] och blev en förebild för framtida remixskivor.[källa behövs]

## Låtlista
| 1. | Spotlight           | Madonna, Stephen Bray, Curtis Hudson | Bray, John "Jellybean" Benitez                 | 6:23 |
| 2. | Holiday             | Hudson, Lisa Stevens                 | Benitez                                        | 6:32 |
| 3. | Everybody           | Madonna                              | Mark Kamins, Bruce Forest, Frank Heller        | 6:43 |
| 4. | Physical Attraction | Reggie Lucas                         | Lucas                                          | 6:20 |
| 5. | Over and Over       | Madonna, Bray                        | Nile Rodgers, Steve Thompson, Michael Barbiero | 7:11 |
| 6. | Into the Groove     | Madonna, Bray                        | Madonna, Bray, Shep Pettibone                  | 8:26 |
| 7. | Where's the Party   | Madonna, Bray, Patrick Leonard       | Madonna, Leonard, Bray, Pettibone              | 7:16 |

| 8.  | Holiday (Dub Version)           | Hudson, Stevens        | Benitez                           | 6:56 |
| 9.  | Into the Groove (Dub Version)   | Madonna, Bray          | Madonna, Bray, Pettibone          | 6:23 |
| 10. | Where's the Party (Dub Version) | Madonna, Bray, Leonard | Madonna, Leonard, Bray, Pettibone | 6:20 |

| 1.  | Spotlight                     | 6:23 |
| 2.  | Holiday                       | 6:32 |
| 3.  | Everybody                     | 6:43 |
| 4.  | Physical Attraction           | 6:20 |
| 5.  | Spotlight (Dub Version)       | 4:50 |
| 6.  | Holiday (Dub Version)         | 6:56 |
| 7.  | Over and Over                 | 7:16 |
| 8.  | Into the Groove               | 8:26 |
| 9.  | Where's the Party             | 6:23 |
| 10. | Over and Over (Dub Version)   | 6:45 |
| 11. | Into the Groove (Dub Version) | 6:23 |

## Listplaceringar
| Lista (1987-1988) | Topplacering |
| ----------------- | ------------ |
| Nederländerna     | 3            |
| Norge             | 5            |
| Nya Zeeland       | 4            |
| Schweiz           | 11           |
| Sverige           | 10           |
| Österrike         | 11           |

### Fotnoter
1. ↑  ”Listplacering”. http://dutchcharts.nl/showitem.asp?interpret=Madonna&titel=You+Can+Dance&cat=a. Läst 24 maj 2011.
2. ↑  ”Listplacering”. http://norwegiancharts.com/showitem.asp?interpret=Madonna&titel=You+Can+Dance&cat=a. Läst 24 maj 2011.
3. ↑  ”Listplacering”. Arkiverad från originalet den 5 mars 2012. https://web.archive.org/web/20120305185825/http://charts.org.nz/showitem.asp?interpret=Madonna&titel=You+Can+Dance&cat=a. Läst 24 maj 2011.
4. ↑  ”Listplacering”. http://hitparade.ch/showitem.asp?interpret=Madonna&titel=You+Can+Dance&cat=a. Läst 24 maj 2011.
5. ↑  ”Listplacering”. http://swedishcharts.com/showitem.asp?interpret=Madonna&titel=You+Can+Dance&cat=a. Läst 24 maj 2011.
6. ↑  ”Listplacering”. http://austriancharts.at/showitem.asp?interpret=Madonna&titel=You+Can+Dance&cat=a. Läst 24 maj 2011.